# Капустинська волость (Гадяцький повіт)
Капустинська волость — адміністративно-територіальна одиниця Гадяцького повіту Полтавської губернії з центром у селі Капустинці.

Старшинами волості були:
- 1900 року селянин Степан Дмитович Клюс[1];
- 1904 року селянин Степан Федорович Мельник[2];
- 1913 року селянин Ісидор Федорович Золотарь[3];
- 1915 року Олексій Федорович Валюх[4].